# Michał Lesień
Michał Lesień (*24. prosince 1974 Wrocław) je polský divadelní a filmový herec a režisér.
V roce 1998 ukončil Vyšší státní filmovou, televizní a divadelní školu Leona Schillera v Lodži. Na scéně tamějšího Všeobecného divadla však debutoval již v roce 1997. V témž roce debutoval i na filmovém plátně ve filmu Kroniki domowe. Ztvárnil řadu divadelních, filmových a televizních rolí.

## Filmografie

### Filmy
- Kroniki domowe, 1997 (Różyłło)
- Ciemna strona Wenus, 1997
- Nie ma zmiłuj, 2000 (Irek)

### TV Seriály
- Z pianką czy bez, 1998
- Świat według Kiepskich, 2000 (redaktor)
- Gorący Temat, 2003 (Rafał)
- Lokatorzy, 2005 (Jacek Przypadek)
- Pogoda na piątek, 2006 (Marcin Brzezina)
- Na Wspólnej, 2007 (Przemek "G." Wiśniewski)
- Pierwsza miłość, 2007 (Zbyszek Kręglicki)
- Agentki, 2008
- Kryminalni, 2008 (Radosław Linder)
- M jak miłość, 2008-2009 (Arkadiusz Nowacki)
- Niania, 2008